# Wamba (Repubblica Democratica del Congo)
Wamba è una città della Provincia dell'Haut-Uélé nella Repubblica Democratica del Congo, capoluogo dell'omonimo territorio.
È sede vescovile cattolica.